# Бартоу (Флорида)
Бартоу (англ. Bartow) — місто (англ. city) в США, в окрузі Полк штату Флорида. Населення — 19 309 осіб (2020).

## Географія
Бартоу розташований за координатами 27°53′10″ пн. ш. 81°49′18″ зх. д. / 27.88611° пн. ш. 81.82167° зх. д. (27.886119, -81.821704).  За даними Бюро перепису населення США в 2010 році місто мало площу 135,42 км², з яких 118,80 км² — суходіл та 16,61 км² — водойми.

### Клімат
| Клімат : Бартоу              | Клімат : Бартоу | Клімат : Бартоу | Клімат : Бартоу | Клімат : Бартоу | Клімат : Бартоу | Клімат : Бартоу | Клімат : Бартоу | Клімат : Бартоу | Клімат : Бартоу | Клімат : Бартоу | Клімат : Бартоу | Клімат : Бартоу | Клімат : Бартоу |
| Показник                     | Січ.            | Лют.            | Бер.            | Квіт.           | Трав.           | Черв.           | Лип.            | Серп.           | Вер.            | Жовт.           | Лист.           | Груд.           | Рік             |
| Абсолютний максимум, °C      | 31,1            | 32,8            | 33,9            | 35,6            | 38,3            | 39,4            | 38,9            | 37,2            | 36,7            | 35,6            | 33,9            | 32,2            | 39,4            |
| Середній максимум, °C        | 22,8            | 23,9            | 26,7            | 28,9            | 31,7            | 33,3            | 33,3            | 33,3            | 32,2            | 29,4            | 26,7            | 23,9            | 28,6            |
| Середній мінімум, °C         | 10,6            | 11,7            | 13,9            | 16,1            | 19,4            | 22,2            | 22,8            | 23,3            | 22,8            | 18,9            | 15,6            | 11,7            | 17,4            |
| Абсолютний мінімум, °C       | −6,7            | −5              | −5              | 2,2             | 8,3             | 13,3            | 15,6            | 16,1            | 12,8            | 5,0             | −3,9            | −7,8            | −7,8            |
| Норма опадів, мм             | 64              | 72              | 79              | 64              | 97              | 172             | 217             | 166             | 170             | 69              | 55              | 60              | 1285            |
| ---------------------------- | --------------- | --------------- | --------------- | --------------- | --------------- | --------------- | --------------- | --------------- | --------------- | --------------- | --------------- | --------------- | --------------- |
| Джерело: The Weather Channel |                 |                 |                 |                 |                 |                 |                 |                 |                 |                 |                 |                 |                 |

## Демографія
Згідно з переписом 2010 року, у місті мешкало 17 298 осіб у 6254 домогосподарствах у складі 4218 родин. Густота населення становила 128 осіб/км².  Було 7130 помешкань (53/км²).
Расовий склад населення:
| - 67,6 % — білих - 23,7 % — чорних або афроамериканців - 1,1 % — азіатів - 0,3 % — корінних американців - 0,1 % — вихідців з тихоокеанських островів - 4,7 % — осіб інших рас |

До двох чи більше рас належало 2,5 %. Частка іспаномовних становила 14,7 % від усіх жителів.
За віковим діапазоном населення розподілялося таким чином: 25,8 % — особи молодші 18 років, 59,4 % — особи у віці 18—64 років, 14,8 % — особи у віці 65 років та старші. Медіана віку мешканця становила 36,2 року. На 100 осіб жіночої статі у місті припадало 88,8 чоловіків;  на 100 жінок у віці від 18 років та старших — 83,3 чоловіків також старших 18 років.
Середній дохід на одне домашнє господарство  становив 55 466 доларів США (медіана — 43 209), а середній дохід на одну сім'ю — 63 639 доларів (медіана — 55 290). Медіана доходів становила 40 787 доларів для чоловіків та 31 123 долари для жінок. За межею бідності перебувало 23,2 % осіб, у тому числі 38,1 % дітей у віці до 18 років та 15,4 % осіб у віці 65 років та старших.
Цивільне працевлаштоване населення становило 7131 особа. Основні галузі зайнятості: освіта, охорона здоров'я та соціальна допомога — 21,7 %, роздрібна торгівля — 12,7 %, мистецтво, розваги та відпочинок — 12,5 %.